# Union Boomerang

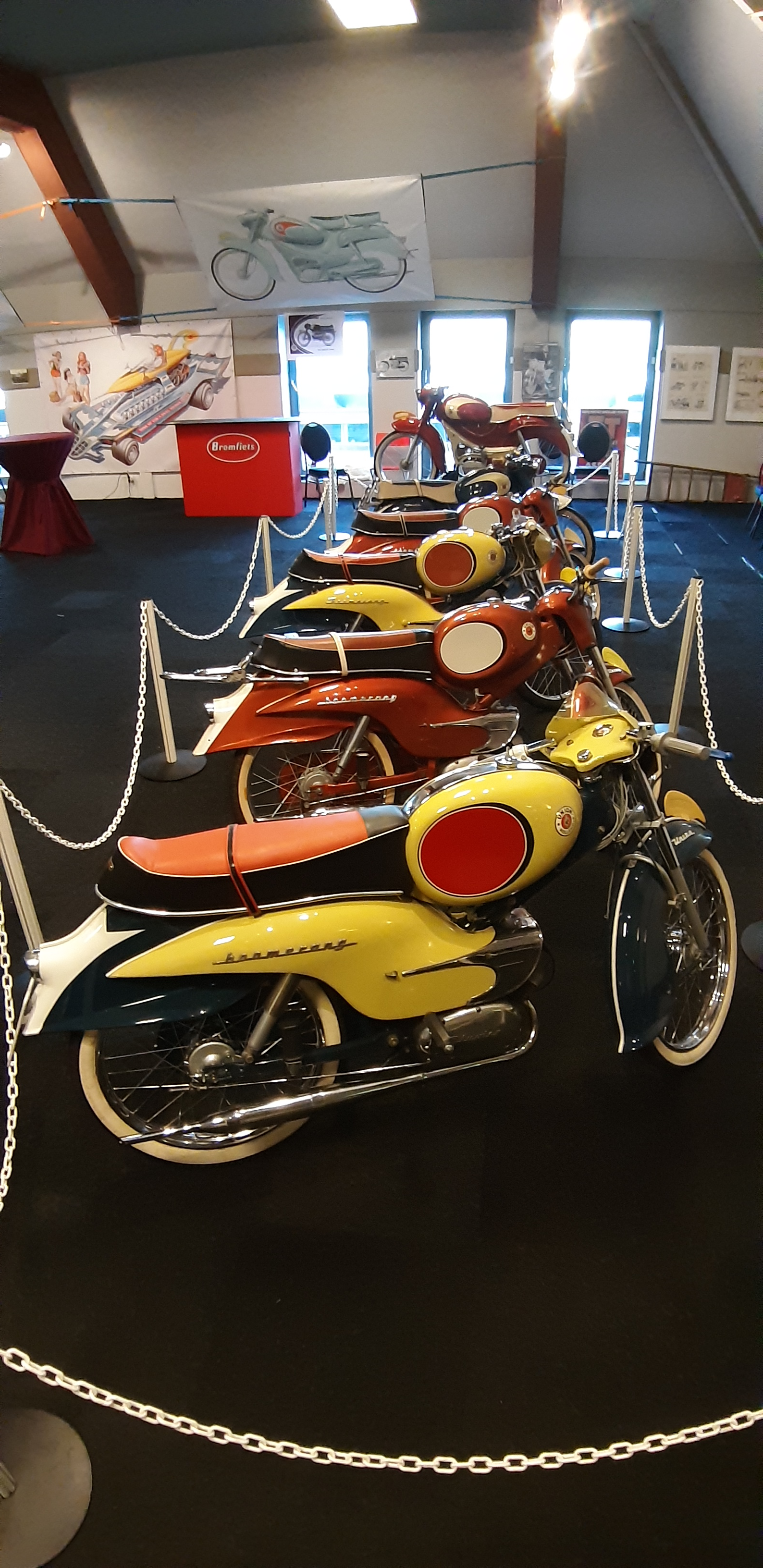

De Union Boomerang was een bromfietsmodel van Nederlands fabricaat uit de eerste helft van de jaren 1960. 
Ontwerper van de Boomerang was Charles Burki voor de fabrikant Union. In 1961 kwam de bromfiets op de markt voor destijds ongeveer 768 gulden exclusief accessoires zoals een geïntegreerde kilometerteller. Als krachtbron diende een Pluvier M35 met drie handbediende versnellingen en twee pk. Hoewel deze Union Boomerang vandaag de dag een verzamelaarsobject is, vielen de verkoopresultaten destijds tegen.
In 1962 bracht Union nog een gerestylde Boomerang uit met onder meer een aanpassing van de tank, koplamp en kleurstelling. De standaard verkoopprijs bleef hetzelfde.